# ブレンダン・ライアン
ブレンダン・ウッド・ライアン（Brendan Wood Ryan, 1982年3月26日 - ）はアメリカ合衆国・カリフォルニア州ロサンゼルス出身の元プロ野球選手（内野手）。右投右打。

## 経歴

### プロ入り前
ノートルダム高等学校時代はクリス・ディッカーソンとチームメイトだった。

### プロ入りとカージナルス時代
2003年のMLBドラフト7巡目（全体215位）でセントルイス・カージナルスから指名され、プロ入り。
2007年にスコット・ローレンとデビッド・エクスタインがケガをしたため、控えの内野手としてメジャー初昇格を果たし、6月2日のヒューストン・アストロズ戦でメジャーデビュー。同年はメジャーとマイナーの昇降格を繰り返してシーズンを終えた。
2008年はスプリングトレーニングでわき腹を痛め、開幕を故障者リストで迎え、4月23日に復帰した。同年は、80試合にメジャーで出場。
打撃や肩が弱いため、メジャーではユーティリティープレイヤーとして起用されていたが、2009年6月にカリル・グリーンが故障者リスト入り後は遊撃手として起用された。グリーンは復帰後に三塁手として起用され、ライアンは遊撃手として起用されレギュラーに定着した。

### マリナーズ時代
2010年12月12日にマイケル・クレトとのトレードで、シアトル・マリナーズへ移籍。
2012年には、打率1割台と低迷したものの、守備面ではフィールディング・バイブル・アワードを初受賞している。

### ヤンキース時代
2013年9月10日にトレードで、ニューヨーク・ヤンキースへ移籍した。10月31日にFAとなったが、11月18日にヤンキースと1年契約で再契約し、12月2日にヤンキースと総額500万ドルの2年契約（2016年の200万ドルの球団オプション付き）を結んだ。
2014年4月1日に上背部の怪我で、15日間の故障者リスト入りし、5月6日に復帰した。復帰後は二塁・遊撃のバックアップとして起用された。この年は49試合に出場し、打率.167・8打点だった。
2015年、ディディ・グレゴリウスが遊撃のレギュラーに抜擢されたため、前年に続きユーティリティとして起用され、計47試合に出場した。打撃では2シーズン連続で本塁打なしに終わったが、打率やOPS等の数字を前年から改善させた。守備面では、二塁を守った試合数が26と最多で、次いで三塁手を14試合守り、遊撃手・一塁手・右翼手としても起用された。カージナルス時代に遊撃のレギュラーだった時は、コンスタントに+20前後のDRSを記録していたが、2015年はプラスだったポジションが1つもなかった。ちなみに、この年は投手としても1試合でマウンドに登り、2イニングを2安打無失点に抑えた。オフに球団は200万ドルの来季オプションを行使しなかったが、11月3日に100万ドルのプレイヤー・オプションをライアンが行使した。

### ナショナルズ傘下時代
2015年12月17日、同月8日に行われたスターリン・カストロとのトレードの後日発表選手としてシカゴ・カブスへ移籍したが、12月23日にエドガー・オルモスの加入に伴ってFAとなった。
2016年2月2日にワシントン・ナショナルズとマイナー契約を結んだ。開幕後は傘下のAAA級シラキュース・チーフスでプレーした。

### エンゼルス時代
2016年5月10日に後日発表選手または金銭とのトレードで、ロサンゼルス・エンゼルスへ移籍した。11試合に出場したが11打数でヒットはなく、28日にDFAとなった。5月31日に40人枠から外れる形でAAA級ソルトレイク・ビーズへ降格した。6月1日にクリフ・ペニントンの15日間の故障者リスト入りに伴い、再度メジャー契約を結んでアクティブ・ロースター入りした。6月15日に再びDFAとなり、18日に40人枠から外れる形でAAA級ソルトレイクへ降格した。10月4日にFAとなった。

### タイガース傘下時代
2016年12月28日にデトロイト・タイガースとマイナー契約を結び、2017年のスプリングトレーニングに招待選手として参加することになった。シーズン開幕時のメジャー昇格はなく、傘下のAAA級トレド・マッドヘンズに所属している。2017年11月にFAとなりその後はどこのチームとも契約していない。

## 人物
2012年に行われた日本での開幕戦前日に、六本木ヒルズにある森タワー54階のスカイデッキでプロポーズに成功している。物真似が特技であり、十八番はロバート・デニーロ。この物真似を2012年のマリナーズの球団CMでも披露している。

## 詳細情報

### 年度別打撃成績
| 年 度      | 球 団      | 試 合 | 打 席 | 打 数 | 得 点 | 安 打 | 二 塁 打 | 三 塁 打 | 本 塁 打 | 塁 打 | 打 点 | 盗 塁 | 盗 塁 死 | 犠 打 | 犠 飛 | 四 球 | 敬 遠 | 死 球 | 三 振 | 併 殺 打 | 打 率 | 出 塁 率 | 長 打 率 | O P S |
| ---------- | ---------- | ----- | ----- | ----- | ----- | ----- | -------- | -------- | -------- | ----- | ----- | ----- | -------- | ----- | ----- | ----- | ----- | ----- | ----- | -------- | ----- | -------- | -------- | ----- |
| 2007       | STL        | 67    | 199   | 180   | 30    | 52    | 9        | 0        | 4        | 73    | 12    | 7     | 0        | 3     | 0     | 15    | 0     | 1     | 19    | 3        | .289  | .347     | .406     | .752  |
| 2008       | STL        | 80    | 218   | 197   | 30    | 48    | 9        | 0        | 0        | 57    | 10    | 7     | 2        | 3     | 0     | 16    | 0     | 2     | 31    | 4        | .244  | .307     | .289     | .596  |
| 2009       | STL        | 129   | 429   | 390   | 55    | 114   | 19       | 7        | 3        | 156   | 37    | 14    | 7        | 6     | 3     | 24    | 3     | 6     | 56    | 9        | .292  | .340     | .400     | .740  |
| 2010       | STL        | 139   | 486   | 439   | 50    | 98    | 19       | 3        | 2        | 129   | 36    | 11    | 4        | 9     | 3     | 33    | 5     | 2     | 60    | 6        | .223  | .279     | .294     | .573  |
| 2011       | SEA        | 123   | 494   | 436   | 51    | 108   | 19       | 3        | 3        | 142   | 39    | 13    | 3        | 9     | 5     | 34    | 0     | 10    | 87    | 7        | .248  | .313     | .326     | .639  |
| 2012       | SEA        | 141   | 470   | 407   | 42    | 79    | 19       | 3        | 3        | 113   | 31    | 11    | 5        | 8     | 6     | 44    | 0     | 5     | 98    | 4        | .194  | .277     | .278     | .555  |
| 2013       | SEA        | 87    | 287   | 260   | 23    | 50    | 10       | 0        | 3        | 69    | 21    | 4     | 2        | 4     | 1     | 21    | 1     | 1     | 60    | 11       | .192  | .254     | .265     | .520  |
| 2013       | NYY        | 17    | 62    | 59    | 7     | 13    | 2        | 0        | 1        | 18    | 1     | 0     | 0        | 0     | 0     | 2     | 0     | 1     | 13    | 0        | .220  | .258     | .305     | .563  |
| '13計      | NYY        | 104   | 349   | 319   | 30    | 63    | 12       | 0        | 4        | 87    | 22    | 4     | 2        | 4     | 1     | 23    | 1     | 2     | 73    | 11       | .197  | .255     | .273     | .528  |
| 2014       | NYY        | 49    | 124   | 114   | 5     | 19    | 4        | 0        | 0        | 23    | 8     | 0     | 2        | 1     | 2     | 4     | 0     | 3     | 30    | 2        | .167  | .211     | .202     | .413  |
| 2015       | NYY        | 47    | 103   | 96    | 10    | 22    | 6        | 2        | 0        | 32    | 8     | 0     | 0        | 1     | 0     | 5     | 0     | 1     | 29    | 1        | .229  | .275     | .333     | .608  |
| 2016       | LAA        | 17    | 14    | 13    | 1     | 1     | 0        | 0        | 0        | 1     | 0     | 0     | 0        | 1     | 0     | 0     | 0     | 0     | 7     | 0        | .077  | .077     | .077     | .154  |
| 通算：10年 | 通算：10年 | 896   | 2886  | 2591  | 304   | 604   | 116      | 18       | 19       | 813   | 203   | 67    | 25       | 45    | 20    | 198   | 9     | 32    | 490   | 47       | .233  | .294     | .314     | .607  |

- 2016年度シーズン終了時

### 獲得タイトル・表彰・記録
- フィールディング・バイブル・アワード：1回（2012年）

### 背番号
- 63（2007年 - 2007年途中）
- 13（2007年途中 - 2010年）
- 26（2011年 - 2013年途中）
- 35（2013年途中 - 同年終了）
- 17（2014年 - 2015年）
- 23（2016年）